# Здвижка
Здви́жка — село в Україні, у Коростишівській міській територіальній громаді Житомирського району Житомирської області. Населення становить 241 осіб (2001).

## Історія
За часів Козацької держави село входило до складу Білоцерківського полку Війська Запорозького.
До 1791 року в селі Вільня знаходилась давня дерев'яна церква, до приходу якої відносились села: Кропивня, Хутор, Войташівка, Пилипонка, Здвижка, Романовка, Віленька, Олешполь, Щегліївка, Продубовка.
До 5 серпня 2016 року — адміністративний центр Здвижківської сільської ради Коростишівського району Житомирської області.